# Renigunta
Renigunta là một thị trấn thống kê (census town) của huyện Chittoor thuộc bang Andhra Pradesh, Ấn Độ.

## Địa lý
Renigunta có vị trí 13°39′B 79°31′Đ / 13,65°B 79,52°Đ Nó có độ cao trung bình là 107 mét (351 feet).

## Nhân khẩu
Theo điều tra dân số năm 2001 của Ấn Độ, Renigunta có dân số 23.852 người. Phái nam chiếm 50% tổng số dân và phái nữ chiếm 50%. Renigunta có tỷ lệ 77% biết đọc biết viết, cao hơn tỷ lệ trung bình toàn quốc là 59,5%: tỷ lệ cho phái nam là 83%, và tỷ lệ cho phái nữ là 70%. Tại Renigunta, 11% dân số nhỏ hơn 6 tuổi.